# قلعة هولاكو خان
قلعة هولاكو خان (بالفارسية: قلعه هولاکوخان) هي قلعة تاريخية تعود إلى عصر ساسانيون، وتقع في مقاطعة أسكو.